# Basilique Notre-Dame de Copacabana
La basilique Notre-Dame de Copacabana est un sanctuaire colonial espagnol du XVIe siècle qui abrite la sculpture de la Vierge de Copacabana.
L'ėglise est située dans la ville de Copacabana, en Bolivie, sur les rives du lac Titicaca, près de la région de l'Altiplano. Notre-Dame de Copacabana est la patronne de la Bolivie.
Construite au pied d'une petite colline escarpée, sacrée pour les Incas et connue sous le nom de Temple du Soleil, elle reste l'un des deux principaux lieux sacrés d'importance pour les peuples autochtones et les catholiques. L'autre est celui dédié à Notre-Dame d'Urkupiña (es) à Quillacollo, près de Cochabamba, également en Bolivie.

## Calvaire

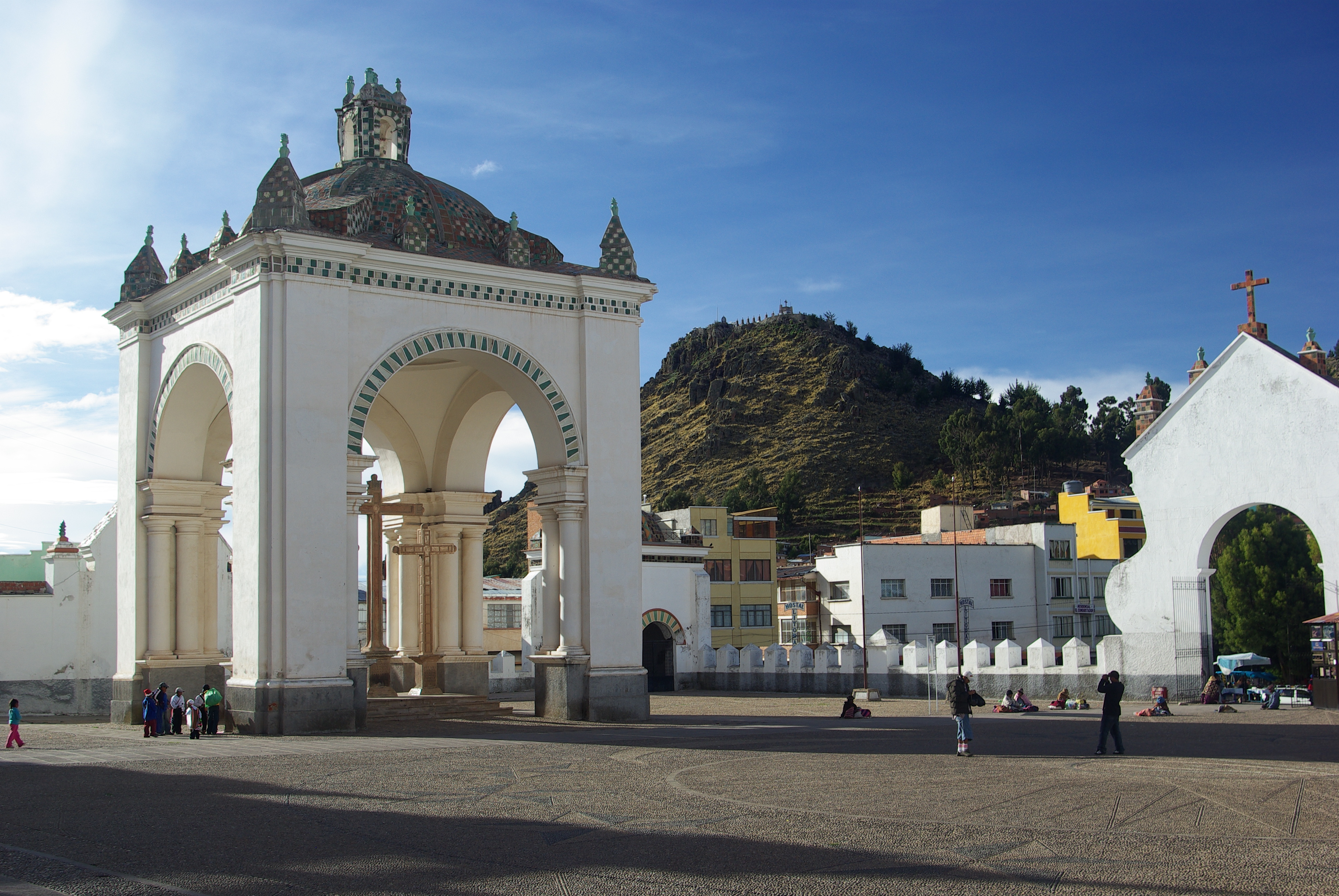
Réplique du calvaire en arrière-plan.

Le sommet de la colline surplombant le lac Titicaca est reconverti en réplique du calvaire. Il est surmonté du chemin des Sept Douleurs de Marie et d'un autel représentant la crucifixion de Jésus. C'est un centre de culte majeur dans la région pendant la Semaine sainte, en particulier le vendredi saint et le dimanche de Pâques.

## Vol d'avril 2013
Aux premières heures du lundi 22 avril 2013, la basilique Notre-Dame de Copacabana est victime de voleurs et la statue de la Vierge de Copacabana est dépouillée de ses accessoires en or et en argent. Les rapports initiaux indiquent que 28 objets, y compris la sculpture de l'enfant Jésus, sont retirés de la Vierge de Copacabana par des voleurs qui sont entrés dans le bâtiment à l'aide d'une échelle volée dans une station de télécommunication située à proximité.

## Accès
Copacabana est situé à 150 km de l'aéroport international d'El Alto dans la ville de La Paz. Les compagnies de bus Manco Kapac et Transporte 2 de Febrero ont plusieurs fréquences quotidiennes depuis la ville de La Paz. Le point de départ est près du cimetière de La Paz. Le voyage au sanctuaire de Notre-Dame de Copacabana dure 3 h 30. Il existe également des agences de voyage qui organisent chaque jour des transferts vers Copacabana.